# Zelotes shantae
Zelotes shantae är en spindelart som beskrevs av Benoy Krishna Tikader 1982. Zelotes shantae ingår i släktet Zelotes och familjen plattbuksspindlar. Inga underarter finns listade i Catalogue of Life.